# Иннокентий (Зельницкий)
Архиепископ Иннокентий (в миру Георгий Иванович Зельницкий; 7 мая 1886, Софиевка, Екатеринославская губерния — 10 марта 1968) — епископ Русской православной церкви, архиепископ Тамбовский и Мичуринский.

## Биография
Родился 23 апреля 1886 года в селе Софиевке Екатеринославской губернии в семье пономаря.
Окончил духовное училище, церковно-учительскую школу и, в 1906 году, Екатеринославскую духовную семинарию.
С 1906 года — псаломщик в Преображенской церкви села Энгельгардт-Васильевка.  В 1914 году рукоположён во диакона.
В 1916 году рукоположён во священника. Пастырское служение проходил в Екатеринославской епархии.
С 1930 года — благочинный. Во время Голодомора (1932—1933 года) стал служить в Подмосковье, где голод был не таким сильным.
В 1938 году, будучи протоиереем, был назначен настоятелем Покровской церкви город Волоколамска и благочинным округа. Во время Великой Отечественной войны, когда в Волоколамске были немцы, отец Георгий сообщал, что из храма оккупантами были похищены все лучшие облачения, серебряная дароносица, убит церковный староста и его дочь.
С 1945 года — настоятель Троицкой церкви города Серпухова и благочинный округа.
7 декабря 1947 года зачислен в число братии Троице-Сергиевой Лавры.
3 января 1949 года пострижен в монашество и возведен в сан архимандрита.
30 января 1949 года в Патриаршем Богоявленском соборе хиротонисан во епископа Винницкого и Брацлавского. Чин хиротонии совершали: Святейший Патриарх Алексий I, архиепископ Дмитровский Виталий (Введенский), епископ Курский Нестор (Сидорук) и епископ Черниговский Иаков (Заика).
C 27 декабря 1951 года — епископ Курский и Белгородский.
25 февраля 1957 года возведен в сан архиепископа.
9 декабря 1958 года — архиепископ Ростовский и Новочеркасский.
16 марта 1961 года — архиепископ Архангельский и Холмогорский.
16 ноября 1962 года — архиепископ Тамбовский и Мичуринский.
11 мая 1963 года награждён правом ношения креста на клобуке.
При нём финансовые дела епархии шли плохо, 1964, 1966 и 1967 годы закончились с большим дефицитом денежных средств. За годы его правления были закрыты храмы в сёлах Новое Юрьево, Пущино, 1-е Пересыпкино, сгорел храм в Куксове. Подчиняясь властям, запретил своим указом от 25 сентября 1963 года крестить младенцев без письменного согласия родителей. Духовенство было переведено на твёрдый оклад. Тамбовский уполномоченный дал ему такую характеристику: «По своему характеру недоверчивый и подозрительный. Более всего Иннокентий любит деньги и заботится о своём материальном благополучии». Часто ездил в Москву, подолгу отсутствуя из епархии. В последний свой приезд в феврале 1968 года заболел и 10 марта 1968 года скончался.
Погребён на московском Бабушкинском кладбище.